# Струневич Вадим Олегович
Вадим Олегович Струневич  (нар. 24 листопада 1982) — український підприємець, громадський діяч. Керував ТОВ «М. Д. Групп» і НАСК «Оранта», був директором з економіки та фінансів Державного підприємства "Київський ремонтний завод «Радіан».
Засновник, власник і керівник ряду великих компаній, директор ДП «Виробничо-технічне агентство», учасник парламентських виборів 2019 роки від партії «Слуга народу».

## Життєпис
Вадим Струневич народився 1982 року, має вищу освіту.
Після закінчення вишу почав займатись підприємницькою діяльністю та заснував багато різних компаній. Першим та найуспішнішим підприємством став НПІІ «КиївПроект», заснований у 2004 році. Команда спеціалістів з майже 200 фахівців спроєктувала понад 435 проєктів споруд в Києві і по всій Україні загальною площею більш ніж 1,2 млн квадратних метри.
У 2013 році також у Києві він заснував публічне акціонерне товариство закритий недиверсифікований венчурний корпоративний інвестиційний фонд «Еверест», що займається наданням інших фінансових послуг (крім страхування та пенсійного забезпечення).
Крім того, Вадим Струневич ТОВ «Авто-Чок», ТОВ «М. Д. Груп», ТОВ «МК 8», ТОВ «Укрінвестбуд девелопмент», ТОВ «Біономікс», дочірнє підприємство «Виробничо-технічна агенція», ТОВ «Рубідій-груп» та інших.
Вадим веде будівельний проєкт київського девелопера Андрія Вавриша — 10-поверховий комплекс Einstein Concept House в центрі Києва. Струневича називають довіреною особою Андрія Вавриша, колишнього заступника голови Департаменту архітектури та містобудування КМДА, який за даними ЗМІ покривав корупційні схеми. На Струневича оформлено низку фірм, які контролюються Вавришем.
За інформацією інтернет-видання "Наших грошей", які посилаються на Відкритий лист Київської організації Національної Спілки архітекторів України стало відомо про можливу недоброчесність екс-заступника глави Мінрегіону Дмитра Ісаєнка (№15 у списку партії Опозиційна платформа – За життя»), екс-заступника директора Департаменту містобудування та архітектури КМДА Андрія Вавриша, його колишню підлеглу Ганну Бондар (кандидат від «Слуги народу» в окрузі №220) та його помічника Вадима Струневича (№40 списку «Слуги народу») яка має вираз у якості незаконного їхнього впливу на представників КМДА щодо процесів забудови міста Києва. 

## Політична діяльність
2019 року Струневич балотується до ВРУ IX скл. від партії «Слуга народу», № 40 в списку. Заступник голови фракції партії «Слуга народу».
Заступник голови Комітету ВРУ з питань соціальної політики та захисту прав ветеранів.

## Хобі
Має свій родовий герб, що розміщений на сайті Українського геральдичного товариства. У щиті срібний тонкий хрест, поверх якого — зелений лист плюща; у першому червоному полі — срібна зірка Давида, у другому синьому — срібний дуб із корінням, у третьому синьому — срібний шолом з оленячими рогами, у четвертому червоному — срібний ключ вушком вгору. Щитотримачі: чорний лев праворуч і такий же тигр ліворуч. На срібній стрічці під щитом девіз: Gaudeo quod me vivere (щасливий тим, що живу). Герб склала та виконала О. П. Струневич.